# جاكي ديفيس (كاتبة)
جاكي ديفيس (بالإنجليزية: Jackie Davis)‏ هي كاتِبة نيوزيلندية، ولدت في 1963 في نيو بلايموث في نيوزيلندا.